# فرودگاه ووی ووی
فرودگاه ووی ووی (به انگلیسی: Woy Woy Aerodrome) یک فرودگاه است که یک باند فرود شن دارد. این فرودگاه در کشور استرالیا قرار دارد .